# Lycaste aromatica
Lycaste aromatica (Graham) Lindl. (1843), es una especie de orquídea de hábito terrestre o epífita. Es originaria de Centroamérica.

## Características

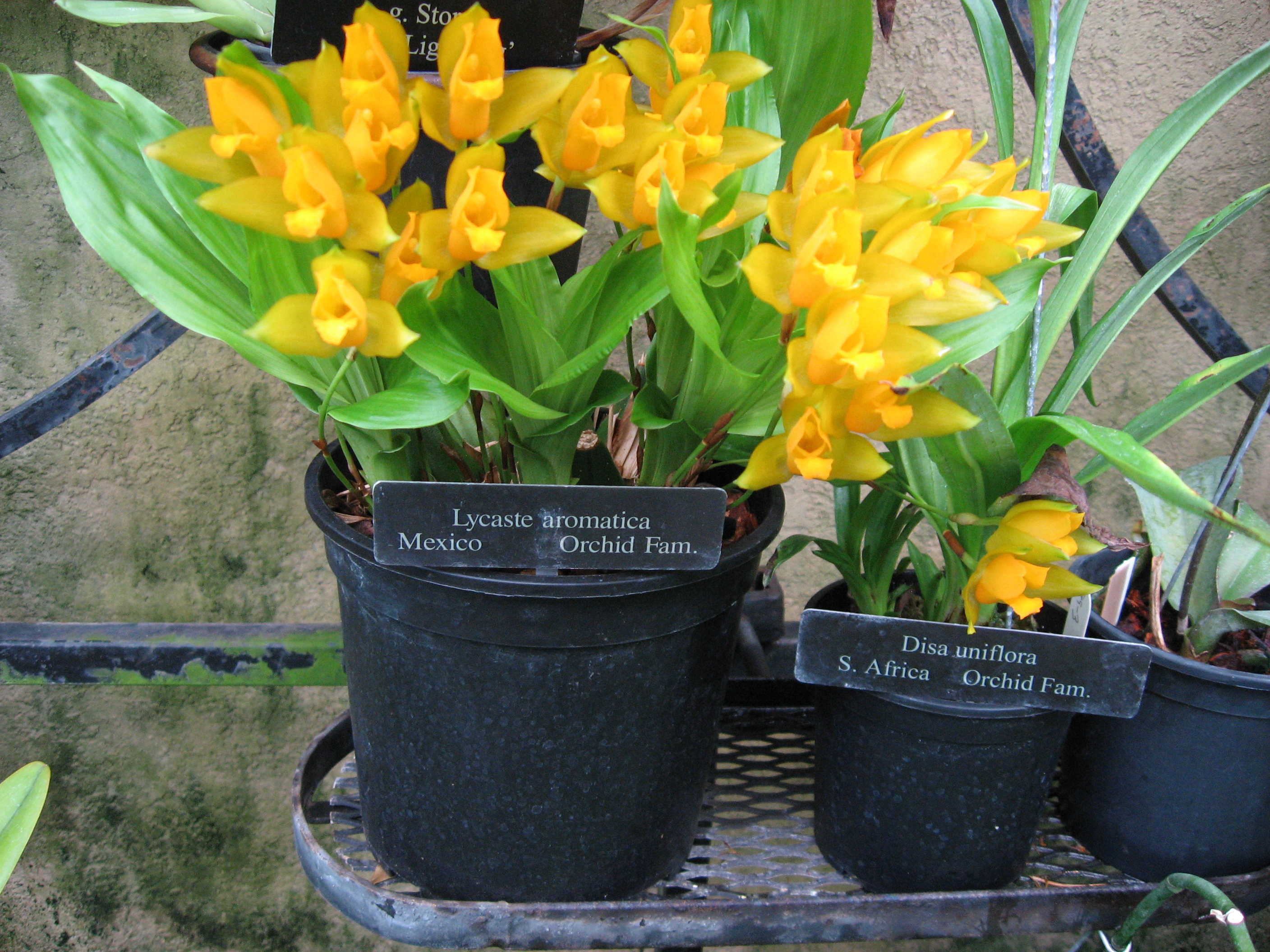
Lycaste aromatica

Es una especie herbácea de tamaño medio a grande, que prefiere clima fresco a cálido, epífita  con ovados y comprimidos pseudobulbos subtendido por vainas fibrosas y que tiene hojas caducas, lanceoladas, acuminadas, con olor a canela, y que florece a fines de primavera-verano, junto con la aparición de un nuevo crecimiento, y puede haber hasta 10 erectas y cortas inflorescencias de 15 cm de altura. Se trata de una planta caducifolia que mantiene  las hojas marrones hasta otoño, cuando es el momento de darle menos agua.

## Distribución y hábitat
Se encuentra sobre ramas con musgo, en lugares húmedos en acantilados de piedra caliza o de vez en cuando terrestres en las zonas tropicales los bosques semicaducos o cálidos bosques de roble en barrancas a lo largo de los arroyos de México, Guatemala, Nicaragua, Honduras y El Salvador en alturas de 500 a 2000 m s. n. m.

## Sinonimia
- Colax aromaticus (Hook.) Spreng. 1826
- Lycaste aromatica var. hartleyorum Oakeley 2001
- Lycaste aromatica var. majus auct 1926
- Lycaste aromatica var. retroflexa Oakeley 2001
- Lycaste consobrina Rchb.f. 1852
- Lycaste suaveolens Summerh. 1931
- Maxillaria aromatica Hook. 1826
- Maxillaria consobrina Beer ex Schltr.?[1]